# Capasa maculifera
Capasa maculifera är en fjärilsart som beskrevs av George Francis Hampson 1909. Capasa maculifera ingår i släktet Capasa och familjen mätare. Inga underarter finns listade i Catalogue of Life.